# Metody jakościowe
Metody jakościowe – metody badawcze (w naukach przyrodniczych, ścisłych i humanistycznych), w których nie określa się parametrów liczbowych (określanych za to w metodach ilościowych), charakteryzujących badane zjawisko lub obiekt badań.
Najczęściej wynikiem stosowania badawczej metody jakościowej jest rozróżnienie pomiędzy znanymi możliwościami (np. czy mamy do czynienia z obiektem A, B czy C). Często następnym etapem jest użycie metod ilościowych w celu określenia dokładnych parametrów badanego obiektu.

## Metody jakościowe wnaukach przyrodniczych
Metody jakościowe w naukach przyrodniczych opierają się na porównaniu właściwości lub zachowania obiektu badań ze znanymi wzorcami.
Dobrym przykładem jest chemiczna analiza jakościowa, w której określa się jedynie występowanie (w granicach mierzalności danej metody badań) lub brak jakiegoś składnika w mieszaninie.
Zasadniczo różni się ona od chemiczej analizy ilościowej, w której określana jest liczbowo zawartość tego składnika.

## Metody jakościowe wnaukach społecznych
Metody jakościowe (lub inaczej badania jakościowe) w naukach społecznych opierają się na założeniu, że do badania niektórych problemów lepiej nadają się pogłębione analizy mniejszej liczby przypadków, niż powierzchowne dużej. Ponadto zakładają, że wiele spraw lepiej bada się poprzez dogłębne zrozumienie rzeczywistości w oczach aktorów społecznych danej zbiorowości, raczej niż poprzez wykorzystanie wcześniej przygotowanego modelu teoretycznego (jak zazwyczaj jest w metodach ilościowych).
Przedstawiciele nurtu jakościowego wolą zatem przeprowadzać badania terenowe, poprzez wielogodzinne nieustrukturyzowane wywiady, czy obserwację uczestniczącą, raczej niż robić sondaże i ankiety. Interesuje ich odpowiedź na pytanie „dlaczego” w większym stopniu niż na pytanie „ile”. Badania jakościowe są dominującą metodą w antropologii, występują także w socjologii, teorii organizacji, psychologii, pedagogice.
Metody jakościowe zawierają kilka systemów badawczych, m.in. teorię ugruntowaną, etnografię organizacji, etnografię socjologiczną, storytelling.

### Przedstawiciele
Do przedstawicieli badań jakościowych w polskich naukach społecznych należą: Agata Bachórz, Michał Buchowski, Wojciech Burszta, Piotr Chomczyński, Magdalena Ciechowska, Marek Czyżewski, Barbara Fatyga, Aldona Jawłowska, Anna Horolets, Marek Gorzko, Dariusz Jemielniak, Ireneusz Jeziorski, Jakub Niedbalski, Anna Kacperczyk, Kaja Kaźmierska, Monika Kostera, Krzysztof Konecki, Dariusz Kubinowski, Bronisław Malinowski, Łukasz Marciniak, Ewa Michna, Jakub Niedbalski, Ewa Nowicka-Rusek, Andrzej Piotrowski, Dorota Rancew-Sikora, Krzysztof Stachura, Maria Szymańska, Izabela Ślęzak, Katarzyna Warmińska, Jacek Wasilewski, Magdalena Wojciechowska, Florian Znaniecki, Danuta Urbaniak-Zając, Jacek Piekarski.
Do przedstawicieli tego nurtu na świecie zalicza się: Anselm Strauss, Barney Glaser, Robert Prus, Gary A. Fine, Adele Clarke, Leonard Schatzman, Barbara Czarniawska, John Van Maanen, Michael Burawoy, Norman Denzin, David Silverman, William F. Whyte, Clifford Geertz, James Clifford, Linda Smircich, Gareth Morgan, Barry Turner, Yvonna S. Lincoln, Egon Guba.